# Yahya (profeet)
Yahya of Jahja (Arabisch: يحيى) is in de islam een profeet die door God naar de Bani Isra'iel (Israëlieten) werd gezonden. In het christendom is Yahya bekend als Johannes de Doper.
Yahya is een van de profeten wier naam voorkomt in de Koran (onder andere in Soera Het Vee 6:83-86); zijn naam is door God gegeven. Volgens de Koran was Yahya de zoon van de profeet Zakariya en daarmee ook de laatste profeet die de sharia van de boodschapper Musa (Mozes) predikte. Zijn moeder heette Isha. Met name in de soera's Imran, Maryam en Enbiya geeft de Koran informatie over de profeet Yahya.
Yahya werd geboren als verhoor op het gebed van zijn vader die een rein nageslacht van God wenste, aangezien hij oud en kinderloos was. Als teken van de wonderbaarlijke geboorte van Yahya (want zijn vader was heel oud) kon de profeet Zakariya drie dagen niet tot de mensen spreken.
Op jonge leeftijd schonk God Yahya de wijsheid (leerstellingen van de Tawrat) en een zacht karakter. Yahya volgde eerst de Tawrat en daarna leefde hij conform de Indjil. Hij zou zo'n zes maanden eerder geboren zijn dan de boodschapper Isa (Jezus).
De profeet Yahya droeg een behaarde kleding en had een zeer zuiver leven dat enkel bestond in het teken van het dienen van God. Hij had zich volledig gedistantieerd van het wereldse genot en bad en vastte vaak en spoorde mensen altijd tot het goede, naar de weg van God. Hij dacht vaak aan het hiernamaals en huilde veel. Yahya herhaalde tot zijn volk het geloof in (één) God en het belang van bidden, vasten, herdenken van God en het geven van aalmoes. God zou aan de profeet Yahya deze vijf verplichtingen hebben opgelegd ter verkondiging.

## Dood
Zoals zijn vader werd Yahya ook omgebracht door zijn eigen volk en is hij een sjahied in de islam. Hij zou toen rond de 34 jaar zijn. Zijn hoofd wordt bewaard in de grote moskee van Damascus. Zijn overige lichaamsdelen zijn verspreid over andere landen.